# Período de retorno
Período de retorno, também conhecido como tempo de retorno, intervalo de recorrência ou tempo de recorrência, é o intervalo estimado entre ocorrências de igual magnitude de um fenômeno natural, como chuvas, ventos intensos, granizo, etc.. O termo é utilizado na meteorologia, climatologia, engenharia hidráulica, engenharia civil e afins.

## Equação
{\displaystyle {T}={1 \over p}}
p é a probabilidade do evento ser igualado ou superado.
A unidade de T, geralmente em anos, será a mesma utilizada para calcular p.
Assim se uma determinada grandeza hidrológica tem a probabilidade de ser igualada ou excedida igual a 5% (p = 0.05) seu período de retorno será: T = 1/p = 1/0.05 = 20 anos

## Aplicações
São eventos comumente associados a um período de retorno: chuvas, enchentes, secas, terremotos, furacões, entre outros. Este parâmetro estatístico tem grande utilidade para análises de risco e dimensionamento de obras de engenharia, geralmente com o objetivo de minimizar os efeitos prejudiciais de certo fenômeno natural. São exemplos destas obras: vertedouros, quebra-mares e obras de drenagem.
Se um evento hidrológico como, por exemplo, uma cheia, é igualada ou excedida em média a cada 100 anos terá um período de retorno T = 100 anos. Isto não quer dizer que este evento ocorrerá regularmente a cada 100 anos. Dado um período de 100 anos qualquer, a cheia de 100 anos poderá ocorrer várias vezes ou até não ocorrer. Em outras palavras, diz-se que esta cheia tem 1% de probabilidade de ser igualada ou excedida em qualquer ano.
Se uma obra hidráulica for projetada para durar somente 1 ano (uma ensecadeira, por exemplo) o risco de que ela seja ultrapassada por uma cheia é igual à probabilidade desta cheia. Obras que devam durar vários anos expõe-se todo ano a um risco igual à probabilidade de ocorrência da vazão de projeto. O risco da obra falhar uma ou mais vezes ao longo da sua vida útil pode ser deduzido dos conceitos fundamentais da teoria das probabilidades e é igual a:
{\displaystyle {R}=100*\left[{1-\left(1-{\frac {1}{T}}\right)^{n}}\right]}
em que:
T é o período de retorno (ou tempo de recorrência), em anos;
n é a vida útil da obra, em anos;
R é o risco permissível.
Normalmente, adota-se para o extravasor de grandes barragens de terra ou de enrocamento, como a barragem de Tucuruí, um período de retorno de dez mil anos e para vertedouros de barragens de concreto, mil. Para canalizações de rios e redes de drenagem em zonas urbanas o tempo de recorrência adotado é geralmente de vinte a cem anos.